# AMC-21
O AMC-21 é um satélite de comunicação geoestacionário construído pelas empresas Alcatel Alenia Space e Orbital Sciences Corporation (OSC), ele está localizado na posição orbital de 125 graus de longitude oeste e foi operado inicialmente pela GE Americom, atualmente o mesmo é operado pela SES World Skies, divisão da SES. O satélite foi baseado na plataforma Star-2 Bus e sua expectativa de vida útil é de 16 anos.

## História
A Alcatel Alenia Space anunciou em abril de 2006 que assinou um contrato para construir um novo satélite de telecomunicações poderoso para o operador SES Americom dos EUA, uma empresa SES Global (Luxemburgo e Paris e com ações na Euronext: SESG). A partir de meados de 2008, o satélite AMC-21 satélite passou a transmitir programação da PBS (Public Broadcasting Service) e suas emissoras afiliadas de televisão em todo os Estados Unidos Continental (território continental dos EUA), Alasca, Havaí e regiões do Caribe, ampliando os recursos pontuais para as emissoras e as comunicações de suporte a redes de empresas.
Como contratante principal, a Alcatel Alenia Space teve a responsabilidade geral pela execução do programa do AMC-21, sendo responsável pelo projeto, fabricação, teste e entrega em solo do satélite AMC-21, além de lançamento e início da fase de operações (LEOP), Teste Em Órbita (IOT) apoio e serviços associados. A Alcatel Alenia Space também fornece a carga de comunicações.
A Orbital Sciences Corporation (Orbital), como subcontratada da Alcatel Alenia Space, forneceu sua plataforma de pequeno porte GEO Star-2 Bus. A Alcatel Alenia Space foi responsável pela integração do corpo orbital do satélite totalmente montado. O AMC-21 foi equipado com 24 transponders em banda Ku, cada um de 36 MHz em banda larga e terá um tempo de vida operacional superior a 16 anos. Pesa cerca de 2.500 kg no lançamento e tem 6 kW de energia elétrica, que opera a partir de 125 graus de longitude oeste.

## Lançamento
O satélite foi lançado com sucesso ao espaço no dia 14 de agosto de 2008, às 20:44 UTC, por meio de um veículo Ariane-5ECA, que foi lançado a partir do Centro Espacial de Kourou na Guiana Francesa, juntamente com o satélite Superbird 7. Ele tinha uma massa de lançamento de 2.473 kg.

## Capacidade e cobertura
O AMC-21 é equipado com 24 transponders em banda Ku para transmissões de televisão com feixe para todo os Estados Unidos, Canadá, México, América Central e Caribe.